# Taoudeni
Taoudeni (també coneguda com a Taoudenni, Taoudénit o Taudeni) és un centre miner de sal, a la regió desèrtica del nord de l'antiga Mali, ara reivindicat com Azawad, a 664 km al nord de Timbuctu. La sal s'extrau a mà del jaç d'un antic llac salat, es talla en blocs i es transporta amb camió o en camell fins a Timbuctu. Les caravanes de camells (azalai) de Taoudenni són les darreres que resten al Sàhara. A la fi dels anys 1960, durant el règim de Moussa Traoré, es construí una presó en aquest indret i els interns eren forçats a treballar a les mines. La presó es tancà l'any 1988.

## Història
El primer esment històric de Taoudeni apareix en el Tarikh al-Suen d'al-Sadi, que va escriure que al 1586, quan les forces marroquines atacaren el centre miner de sal de Taghaza (a 150 km al nord-oest de Taoudeni), alguns miners es traslladaren a "Tawdani". El 1906, el soldat francés Édouard Cortier visità Taoudenni amb una unitat dels cossos muntats a camell (meharistes) i publicà la primera descripció de les mines. En aquesta època l'únic edifici n'era el ksar de Smida, que tenia un mur circumdant amb una única petita entrada al costat occidental. Les ruïnes del ksar són a uns 600 m al nord de l'edifici de l'antiga presó.

## Clima
Taoudeni és en un indret remot en una de les zones més caloroses de la Terra, a centenars de quilòmetres de qualsevol altre lloc habitat. Mostra una versió extrema de clima àrid càlid (en la classificació climàtica de Köppen BWh), amb estius dels més càlids del planeta, amb màximes al juliol de 49℃, i nivells de pluja molt baixos. Els hiverns són també molt càlids. Fins i tot en el mes més fred, les temperatures arriben als 27℃.